# Viviers (Mosela)
 Viviers  es una población y comuna francesa, en la región de Lorena, departamento de Mosela, en el distrito de Château-Salins y cantón de Delme.

## Demografía
| 153 | 149 | 141 | 123 | 131 | 110 |
| Para los censos de 1962 a 1999 la población legal corresponde a la población sin duplicidades (Fuente: INSEE [Consultar]) |     |     |     |     |     |